# Dammsjön (Knista socken, Närke)
Dammsjön är en sjö i Lekebergs kommun i Närke och ingår i Norrströms huvudavrinningsområde.